# Xiphophyllum atricauda
Xiphophyllum atricauda är en insektsart som först beskrevs av Andrew Nelson Caudell 1918.  Xiphophyllum atricauda ingår i släktet Xiphophyllum och familjen vårtbitare.

## Underarter
Arten delas in i följande underarter:
- X. a. atricauda
- X. a. gracile